# Dakhla-Oued Ed-Dahab
Die Region Dakhla-Oued Ed-Dahab (arabisch الداخلة - وادي الذهب, marokkanisches Tamazight ⴷⴷⴰⵅⵍⴰ ⵡⴰⴷ ⴷⴷⴰⵀⴰⴱ Ddaxla Wad Ddahab) ist eine der – nach einer Verwaltungsreform im Jahr 2015 neuentstandenen – zwölf Regionen in Marokko und liegt auf dem Gebiet der marokkanisch besetzten Westsahara im äußersten Süden des Königreichs. Die Hauptstadt der Region ist die Stadt Ad-Dakhla.

## Bevölkerung
In der mit ca. 142.000 km² flächenmäßig größten Region Marokkos leben etwa 143.000 Menschen (zumeist berberischer bzw. nomadischer Abstammung). Ca. 23.000 Menschen leben in ländlichen Gebieten (communes rurales), ca. 110.000 Personen leben in Städten (municipalités) – hauptsächlich in Dakhla.

## Provinzen
Die Region besteht aus den beiden Provinzen:
- Aousserd
- Oued ed Dahab